# De Marnix de Sainte-Aldegonde

Wapen van de familie de Marnix

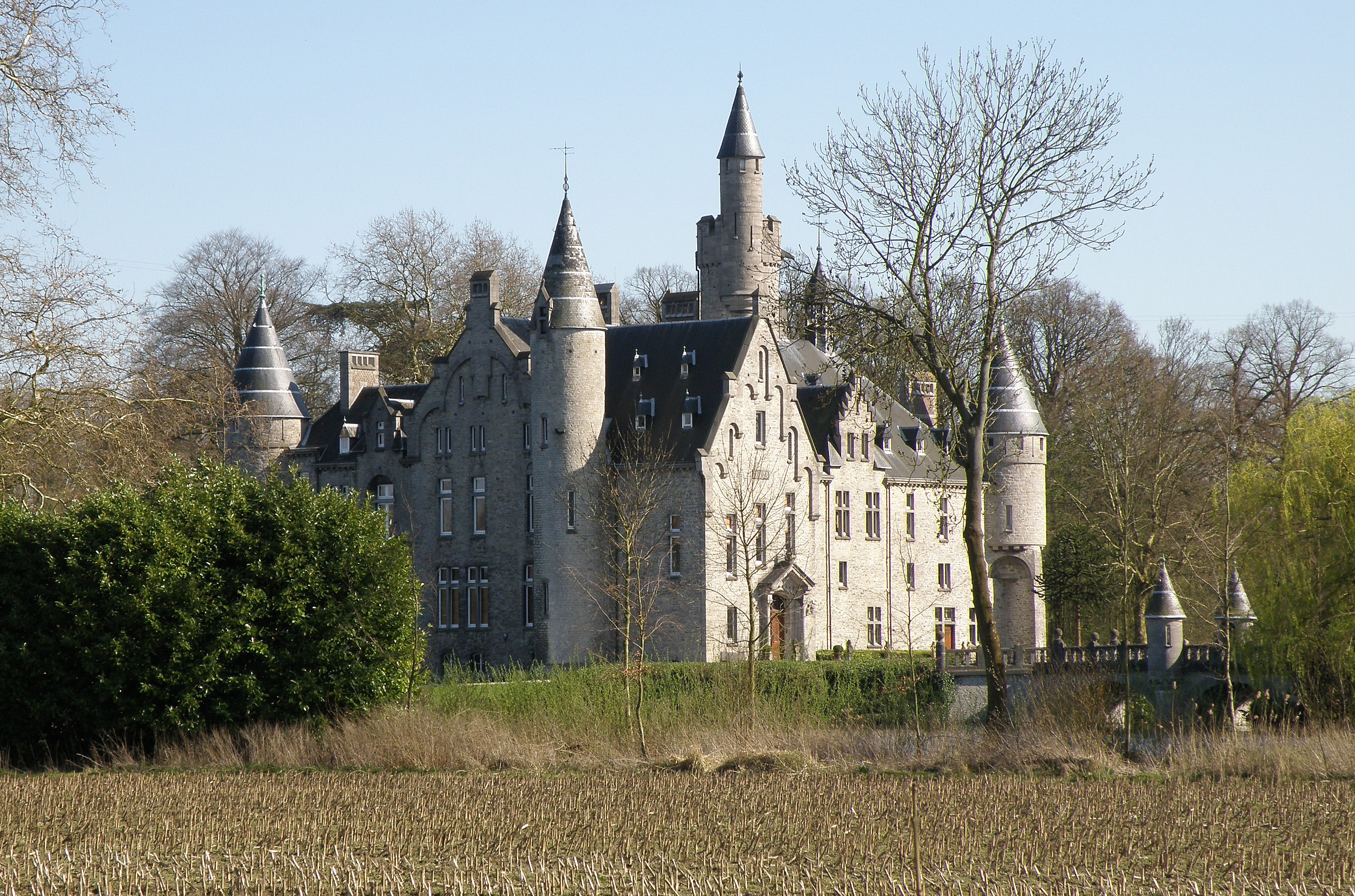
Kasteel 'van Marnix van Sint-Aldegonde' in Bornem

De Marnix de Sainte-Aldegonde of van Marnix van Sint-Aldegonde is een Zuid-Nederlandse adellijke familie.

## Geschiedenis
De familie was afkomstig uit Savoie en bezat er een heerlijkheid onder de naam Marnix, in de kasselrij Jenne. De naam van de heerlijkheid werd hun familienaam. 
In 1535 kwam Jacques de Marnix, door zijn huwelijk met Marie de Haméricourt (overleden in 1545), met wie hij vier kinderen had, in het bezit van de heerlijkheid 'Mont de Sainte-Aldegonde' bij Morlanwelz. Hij hertrouwde met Marie de Bonnières de Souastre, vrouwe van Ogimont, met wie hij twee kinderen had. 
Deze Jacques de Marnix (overleden in 1557) was ook heer van Thoulouze in Franche-Comté, baron van Pottes in Henegouwen, en was een geducht krijgsman en onderhandelaar. In 1543 sloeg keizer Karel hem tot ridder. De heerlijkheid Mont Sainte-Aldegonde ging bij testament over op zijn zoon uit zijn eerste huwelijk, Filips van Marnix van Sint-Aldegonde (1540-1598), humanist, schrijver en vertrouweling van Willem van Oranje, die de naam van de heerlijkheid steeds bij de zijne voegde.
In 1590 verleende koning Filips II van Spanje het ridderschap aan Gerard de Marnix, heer van Ogimont, jongste zoon uit het tweede huwelijk van Jacques. Van hem stamt de huidige familie de Marnix de Sainte-Aldegonde af. 
De zoon van Gerard, Jean de Marnix, baron de Pottes, werd in 1617 tot ridder geslagen door de aartshertogen. In 1629 werd de heerlijkheid Ogimont, in zijn bezit, verheven tot burggraafschap door koning Filips IV van Spanje.
In 1749 werd voor Baudry-Aldebert de Marnix (achterkleinzoon van Jean) door koning Lodewijk XV de titel graaf bevestigd. Zijn zoon was Claude de Marnix, baron van Rollencourt, getrouwd met Marie de Cunchy. Hun zoon, graaf Charles, was het familiehoofd voor de hedendaagse tijd.

## Charles de Marnix
- Charles Ghislain de Marnix (Rollencourt, 31 maart 1780 – Bornem, 6 mei 1832) werd in 1816 erkend in de erfelijke adel met de titel graaf en burggraaf, samen met opname in de Ridderschap van de provincie Antwerpen. Hij werd voorzitter van de Ridderschap in de provincie Antwerpen, was lid van de Provinciale Staten van Antwerpen en lid van de Eerste Kamer. Hij trouwde in 1802 met Dorothée van der Gracht (1777-1865). Ze hadden zeven kinderen, onder wie vier zoons, van wie twee voor nageslacht zorgden.
  - Louis Joseph Ghislain Marie de Marnix (1804-1881) trouwde met Petronille Diert de Kerckwerve (1801-1862). Hij werd Belgisch senator en inspecteur van de staatsstoeterijen. Hij werd burgemeester van Bornem. Zijn familietak doofde uit: zijn enige zoon was in 1834 als kind gestorven.
  - Marie Fernand Ghislain Amédée de Marnix (Bornem, 1804 – Lier, 1868) trouwde in 1847 met Dorothée Montens (1820-1895). Hij kreeg vergunning de titel graaf te blijven voeren, ook al was die eigenlijk alleen overdraagbaar op de oudste nazaat.
    - Gerard-Alexis (1851-1899) verkreeg in 1878 de titel graaf, overdraagbaar op alle afstammelingen en in 1881 kreeg hij vergunning de Sainte-Aldegonde aan zijn familienaam toe te voegen, naar de heerlijkheid die de familie vroeger in bezit had. Gehuwd met Alice de Theux de Meylandt et Montjardin (1874-1949), met afstammelingen tot heden.

  - Charles de Marnix (Bornem 1807 – Brussel 1862) werd grootmaarschalk van het hof, buitengewoon gezant en senator. Hij mocht persoonlijk de titel graaf voeren. Hij trouwde in 1849 met Adriana de Heeckeren (1812-1850). Zijn familietak doofde uit.
  - Victor Idesbald Marie Ghislain de Marnix (Bornem, 1814 – Sint-Joost-ten-Node, 1891) trouwde met Herminie Desoer (1817-1844).
    - Ferdinand de Marnix de Sainte-Aldegonde (1837-1913) verkreeg in 1878 de titel graaf, overdraagbaar op alle afstammelingen en in 1884 vergunning de Sainte-Aldegonde aan de familienaam te mogen toevoegen. Hij werd diplomaat en senator. Hij trouwde met zijn nicht Adrienne de Marnix (1850-1931), de enige dochter van senator Charles de Marnix. Met afstammelingen tot heden.